# Підбор

Червоний підбор на туфлях на низькому ходу

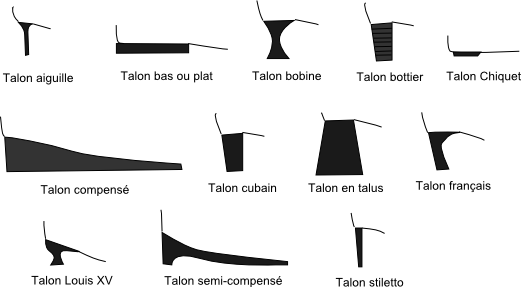
Види підборів

Підбо́р (заст. підбі́р), каблу́к, ко́рок) — деталь взуття: вертикальна підставка на нижній поверхні підошви, що підносить п'яту вище рівня носка.

## Назва
Слово підбір наводиться відповідником рос. каблук у «Словарі української мови» Б. Грінченка. Для українського каблук Грінченко наводить тільки значення «дуга кола», «лука сідла», «снаряд для злякування риби». У СУМ-11 згадується форма підбор: із тлумаченням як «дерев'яна, шкіряна і т. ін. набійка на підошві взуття»; а підбір пояснюється тільки як дія зі значенням «підбирати».
Слово каблук, ймовірно запозичене з тюркських мов: kabluk, яке походить від араб. kab — «п'ята».
Назва корок пов'язана з матеріалом для виготовляння підборів у минулому — корком.
Також існють діалектні назви обца́с, о́бчас.

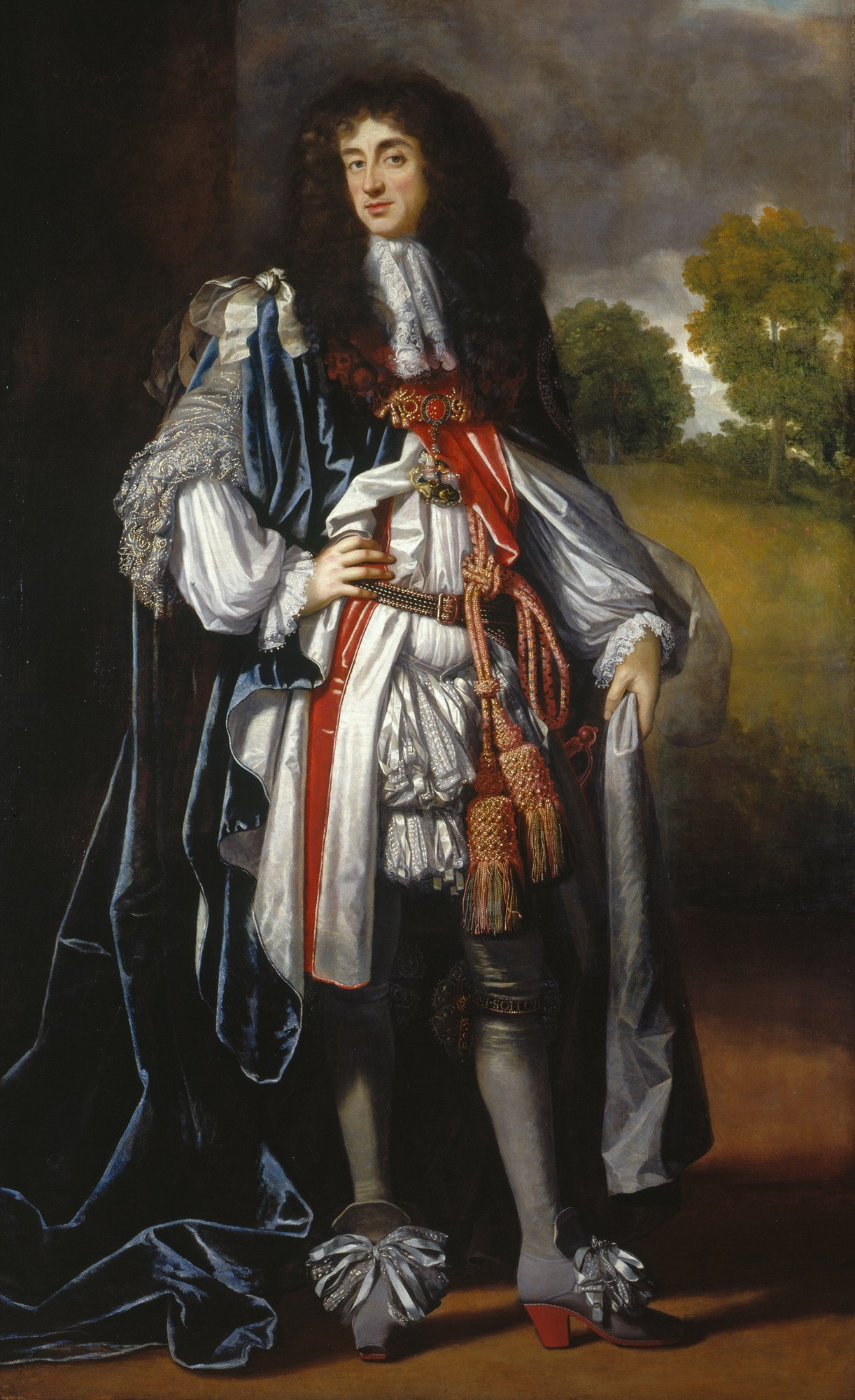
Король Англії Карл II (17 століття) у парадному строї з високими червоними підборами

## Історія
Каблук на взутті з'явився в пізньому середньовіччі. Вважається, що каблук вперше з'явився на чоботях для верхової їзди, щоб нога не провалювалася в стремено. В сучасному побуті підбори використовують для зменшення навантаження на підйом стопи, для запобігання плоскостопості тощо.
Складені підбори утворюються кількома шарами шкіри — фліками. Підошва в задній частині мала опуклу форму, для її вирівнювання приколочували згорнуту підковоподібно смугу шкіри — кранець. На вирівнену поверхню підошви наклеювали фліки підбора, приколочуючи їх металевими шпильками.

## Види підборів

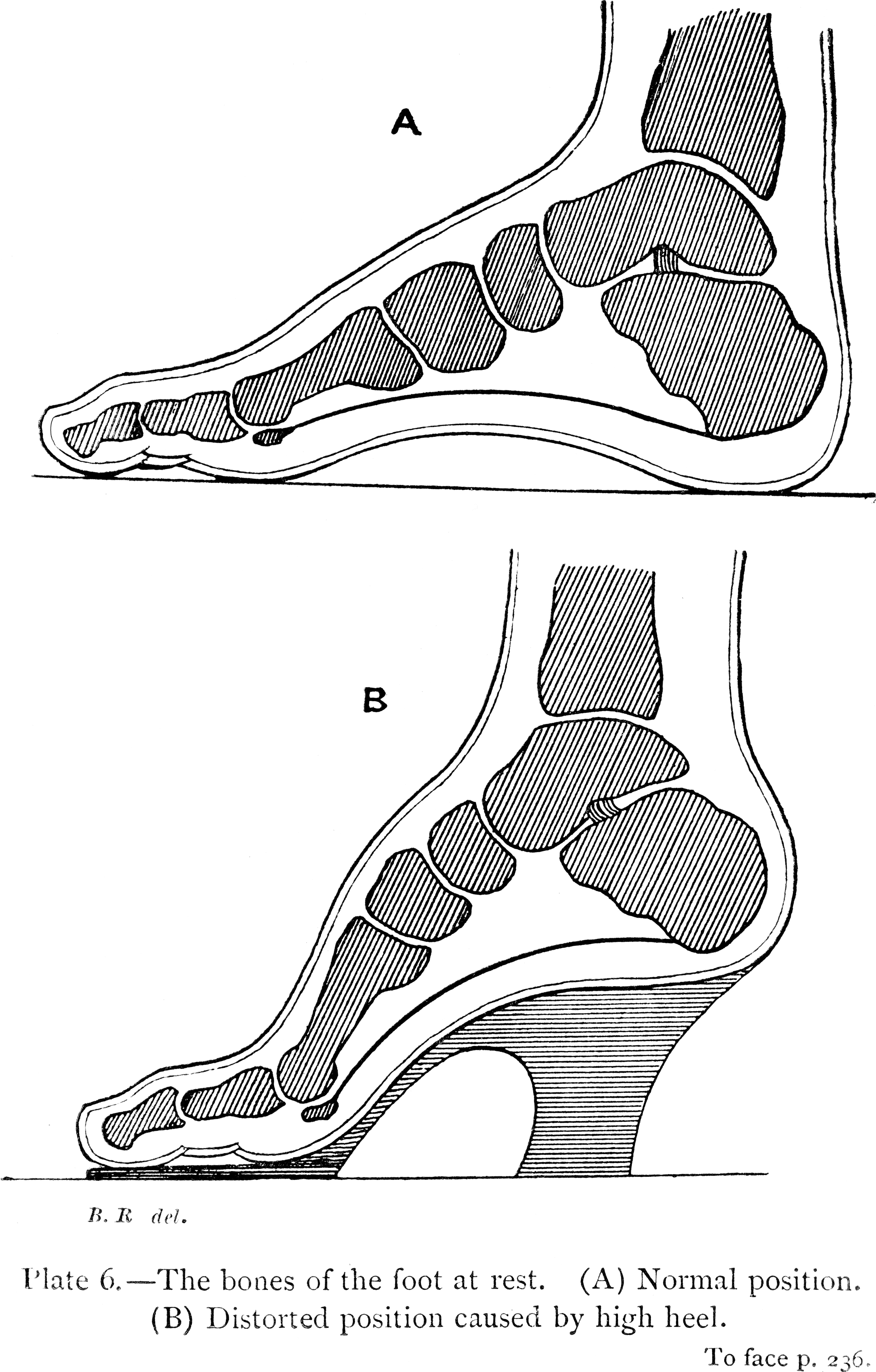
Розташування кісток стопи у спокої: а) нормальне, б) викривлене при носінні підборів

Підбори різняться за формою та висотою. Вони можуть бути пласкими (низькими) та широкими, високими та об'ємними або високими та тонкими. 

## Вплив на здоров'я
Чим вужчий каблук, тим менша площа опори п'яти і тим складніше на ньому пересуватися.
Найгігієнічнішою є висота підборів 1-5 см, що забезпечує стійку опору для ноги і не перешкоджає швидкому пересуванню. Такі підбори широко використовуються у дитячих, жіночих та чоловічих моделях взуття.
Підбори висотою понад 5 см спричинюють напруження стопи і не призначенні для тривалої ходи. У дитячому взутті підбори такої висоти не використовуються, серед моделей чоловічого взуття на високому каблуці відомі лише середньовічні чоботи, а в жіночому взутті високі підбори використовуються часто.
Як специфічно жіночий предмет одягу, сучасні туфлі на підборах стали поширеним об'єктом сексуального фетишизму.